# Crotalaria shirensis
Crotalaria shirensis är en ärtväxtart som först beskrevs av Baker f., och fick sitt nu gällande namn av Milne-redh.. Crotalaria shirensis ingår i släktet sunnhampor, och familjen ärtväxter. Inga underarter finns listade i Catalogue of Life.